# Système universitaire de documentation
Système universitaire de documentation, eller SUDOC, är ett katalogsystem som används av universitets- och högskolebibliotek i Frankrike för att hålla ordning på dokument i deras ägo.
SUDOC innehåller drygt 20 miljoner poster, vilka relaterar till dokument i drygt 3 400 registreringscentraler och drivs av Agence bibliographique de l'enseignement supérieur.